# Dretà
|  | Per als qui tenen idees de dreta, vegeu Dreta (política). |

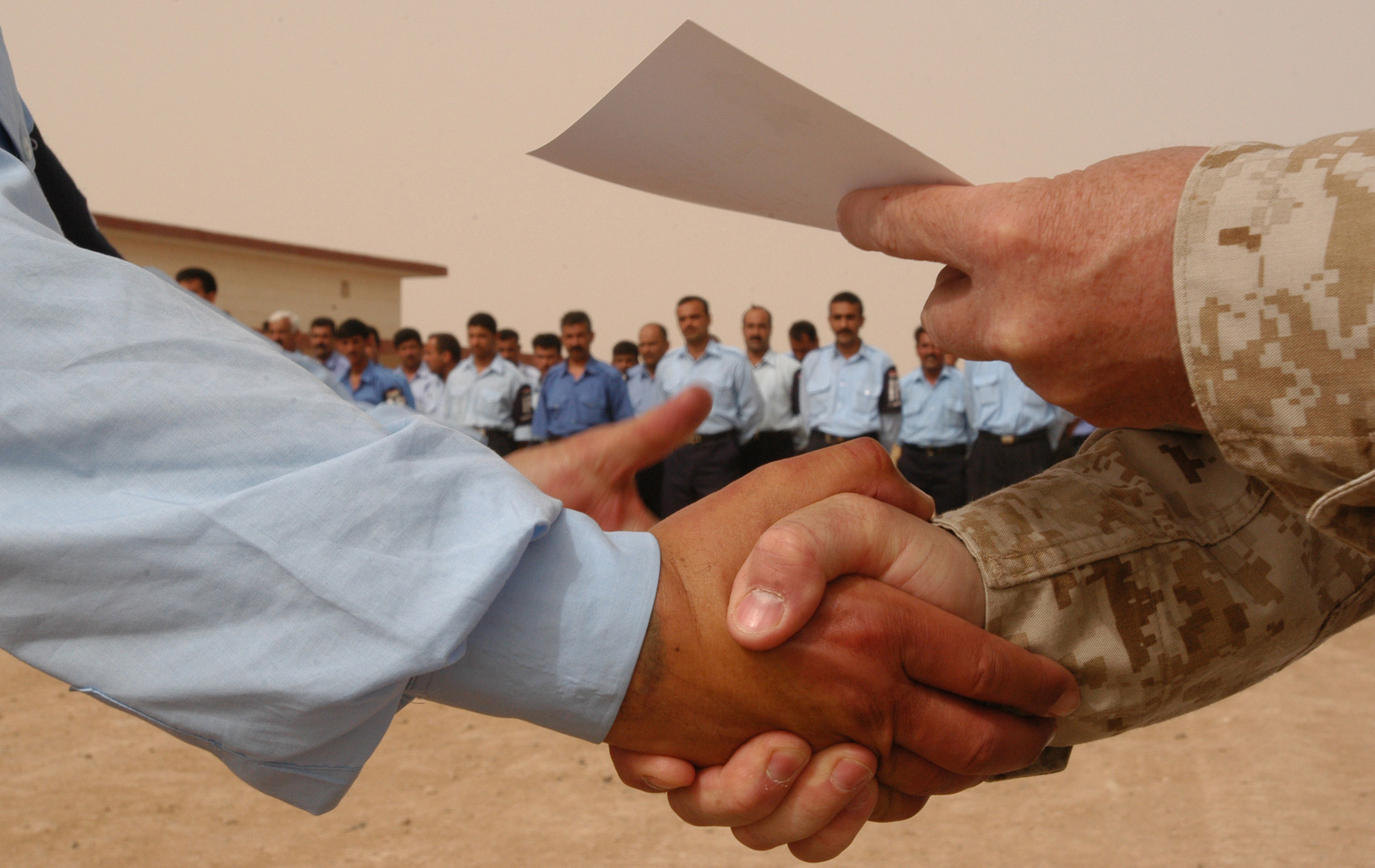
Encaixada de mans amb la mà dreta

Es diu que una persona és dretana o dretera quan és més hàbil amb la seva mà dreta que amb la mà esquerra, de manera que escriurà amb la mà dreta i probablement també realitzarà altres activitats de la vida diària, com cuinar o la cura personal, amb aquesta mà. Les persones que són més hàbils amb la mà esquerra són esquerranes, i les que són igual d'hàbils amb les dues mans són ambidextres.
Diversos estudis assenyalen que entre un 70 i un 90% de la població mundial és dretana.
Etimològicament, la paraula dretà prové del llatí Dextra, que significa 'dreta'.